# Herlazhofen
Herlazhofen ist ein Stadtteil der Großen Kreisstadt Leutkirch im Allgäu.

## Geschichte

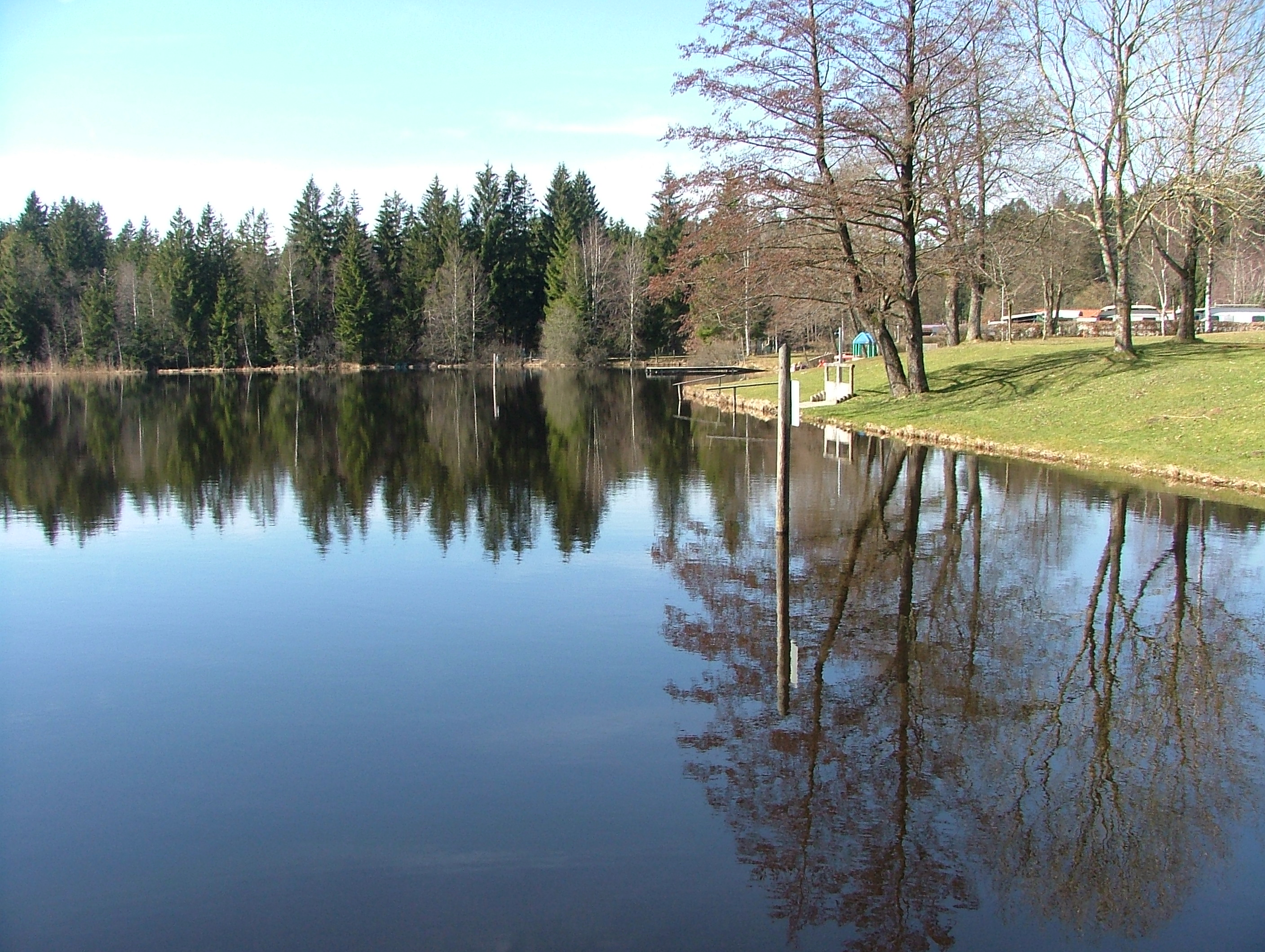
Weiher Moorbad

Um 1246 wurde Herlazhofen als Erlandishovin erstmals erwähnt. Heinrich von Herlazhofen war Ministeriale der Grafen von Veringen.
Im 14. Jahrhundert kam der Ort teilweise an die Herren von Hohentann und im 15. Jahrhundert an das Kloster Kempten. Später gehörte es zum Amt Gebrazhofen der Oberen Landvogtei Schwaben. 1806 unter bayerischer, und ab 1810 unter württembergischer Verwaltung. 1819 wurde die Gemeinde Tautenhofen eingegliedert. Herlazhofen wurde eine eigene Gemeinde im Oberamt Leutkirch und kam 1934 zum Landkreis Wangen. Am 1. Juni 1972 wurde Herlazhofen nach Leutkirch eingemeindet.